# Delicate (Terence Trent D'Arby)
Delicate is een nummer van de Amerikaanse zanger Terence Trent D'Arby uit 1993, in samenwerking met de Britse zangeres Des'ree. Het is de tweede single van D'Arby's derde studioalbum Symphony or Damn.
Het soulnummer flopte in D'Arby's thuisland de VS, met een 74e positie in de Amerikaanse Billboard Hot 100. In Des'ree's thuisland het Verenigd Koninkrijk was het nummer wel succesvol met een 14e positie. In Nederland haalde het nummer de 10e positie in de Tipparade, desondanks werd het wel een radiohit in Nederland.